# Atletica leggera ai Giochi della IV Olimpiade - Lancio del giavellotto stile libero
La competizione del  lancio del giavellotto stile libero di atletica leggera dei Giochi della IV Olimpiade si tenne il giorno 16 luglio 1908 allo Stadio di White City a Londra.
L'impugnatura è libera, preferibilmente si impugna l'attrezzo verso la sua estremità posteriore.

## Risultati

### Turno eliminatorio
Gruppo A
| Pos. | Atleta           | Nazione     | Misura |
| ---- | ---------------- | ----------- | ------ |
| 6    | Armas Pesonen    | Finlandia   | 46,04  |
| 8    | Jalmari Sauli    | Finlandia   | 43,30  |
| 9    | Juho Halme       | Finlandia   | 39,88  |
| -    | Henry Leeke      | Regno Unito | ND     |
| -    | Walter Henderson | Regno Unito | ND     |
| -    | Ernest May       | Regno Unito | ND     |

Gruppo B
| Pos. | Atleta              | Nazione     | Misura |
| ---- | ------------------- | ----------- | ------ |
| 2    | Mikhail Dorizas     | Grecia      | 51,36  |
| 3    | Arne Halse          | Norvegia    | 49,73  |
| 4    | Kharalambos Zouras  | Grecia      | 48,61  |
| -    | Nikolaos Georgantas | Grecia      | ND     |
| -    | Conrad Carlsrud     | Norvegia    | ND     |
| -    | István Mudin        | Ungheria    | ND     |
| -    | Alfred Flaxman      | Regno Unito | ND     |
| -    | Ned Barrett         | Regno Unito | ND     |

Gruppo C
| Pos. | Atleta          | Nazione   | Misura |
| ---- | --------------- | --------- | ------ |
| 7    | Imre Mudin      | Ungheria  | 45,96  |
| -    | Johan Kemp      | Finlandia | ND     |
| -    | Aarne Salovaara | Finlandia | ND     |
| -    | Evert Jakobsson | Finlandia | ND     |
| -    | Ferenc Jesina   | Ungheria  | ND     |
| -    | György Luntzer  | Ungheria  | ND     |

Gruppo D
| Pos. | Atleta           | Nazione | Misura |
| ---- | ---------------- | ------- | ------ |
| 1    | Eric Lemming     | Svezia  | 54,44  |
| -    | Bruno Söderström | Svezia  | ND     |
| -    | Knut Lindberg    | Svezia  | ND     |
| -    | Otto Nilsson     | Svezia  | ND     |
| -    | František Souček | Boemia  | ND     |

Gruppo E
| Pos. | Atleta            | Nazione   | Misura |
| ---- | ----------------- | --------- | ------ |
| 5    | Hugo Wieslander   | Svezia    | 47,56  |
| -    | Jarl Jakobsson    | Finlandia | ND     |
| -    | Verner Järvinen   | Finlandia | ND     |
| -    | Ludwig Uettwiller | Germania  | ND     |
| -    | Emil Welz         | Germania  | ND     |
| -    | Mór Kóczán        | Ungheria  | ND     |
| -    | Emilio Brambilla  | Italia    | ND     |
| -    | John Johansen     | Norvegia  | ND     |

### Finale
| Pos.    | Atleta          | Età | Nazione  | Misura |
| ------- | --------------- | --- | -------- | ------ |
| Oro     | Eric Lemming    | 28  | Svezia   | 54,44  |
| Argento | Mikhail Dorizas | 22  | Grecia   | 51,36  |
| Bronzo  | Arne Halse      | 21  | Norvegia | 49,73  |